# بول بيتي
بول بيتي (بالإنجليزية: Paul Beatty)‏ (1962، لوس أنجلوس في الولايات المتحدة)؛ شاعر وروائي أمريكي. يعتبر أول أمريكي يحصل على جائزة المان بوكر الأدبية البريطانية، وذلك عن رواية (خيانة)، التي تحكي قصة شاب أسود يحاول إعادة العبودية إلى لوس أنجلوس.

## الجوائز
- جائزة بوكر الأدبية

## روابط خارجية
- بول بيتي على موقع مونزينجر (الألمانية)